# Đội tuyển Fed Cup Jamaica
Đội tuyển Fed Cup Jamaica đại diện Jamaica ở giải đấu quần vợt Fed Cup và được quản lý bởi Hiệp hội Quần vợt Jamaica. Đội chưa thi đấu lại kể từ năm 2004.

## Lịch sử
Jamaica tham dự kì Fed Cup đầu tiên vào năm 1976. Thành tích tốt nhất của đội là vào đến vòng 32 đội năm 1987.